# Dendrobium hornei
Dendrobium hornei là một loài thực vật có hoa trong họ Lan. Loài này được S.Moore mô tả khoa học đầu tiên năm 1883.